# Camilo Pino Pedreros
Camilo Enrique Pino Pedreros (4 de marzo de 1968, Santiago de Chile), es un exfutbolista chileno y operador de equipos mina, Jugó casi toda su carrera por Cobreloa. Se retiró en el Club Antofagasta en 2002.

## Trayectoria
Se inició como volante ofensivo, dueño de gran técnica y buena pegada con su pierna izquierda. Probablemente su carrera se vio opacada por la presencia de importantes jugadores en su puesto, como Marcelo Trobbiani, Adolfino Cañete o Sergio Merlini en momentos en que el elenco de Calama disponía de importantes recursos económicos.   
En sus últimos años en Cobreloa, destacó por su polifuncionalidad actuando como lateral volante por la izquierda o volante de contención. En sus últimas temporadas en Antofagasta volvió a su puesto de siempre como volante de salida. También jugó a préstamo en Arica, donde un gol suyo evitó el descenso a tercera división,  y en Coquimbo Unido.  
Actualmente trabaja como operador de equipos de minería en la división de Codelco Radomiro Tomic.  

## Selección nacional
Participó con la Selección Sub-20 que jugó la Copa Mundial de Fútbol Juvenil de 1987 donde anotó cinco goles, siendo goleador del equipo y Botín de Bronce del campeonato. Posteriormente integró una selección preolímpica sub-23. Durante su carrera no tuvo oportunidad de defender "la roja" mayor.

### Participaciones en Copas del Mundo
| Mundial                 | Sede  | Resultado    | Partidos | Goles |
| ----------------------- | ----- | ------------ | -------- | ----- |
| Mundial Juvenil de 1987 | Chile | Cuarto lugar | 6        | 5     |

## Clubes
| Club                      | País  | Año       |
| ------------------------- | ----- | --------- |
| Cobreloa                  | Chile | 1983-1998 |
| → Deportes Arica (cedido) | Chile | 1989      |
| → Coquimbo Unido (cedido) | Chile | 1993      |
| Antofagasta               | Chile | 1999-2002 |

## Palmarés

### Campeonatos nacionales
| Título           | Equipo   | País  | Año  |
| ---------------- | -------- | ----- | ---- |
| Primera División | Cobreloa | Chile | 1985 |
| Primera División | Cobreloa | Chile | 1988 |
| Primera División | Cobreloa | Chile | 1992 |

### Distinciones individuales
| Distinción                                             | Año  |
| ------------------------------------------------------ | ---- |
| Botín de Bronce Copa Mundial de Fútbol Juvenil de 1987 | 1987 |

- Datos: Q5742176